# František Janeček (producent)
František Janeček (* 14. září 1944, Praha) je český hudební producent, hráč na klávesové nástroje a kapelník.

## Život a činnost

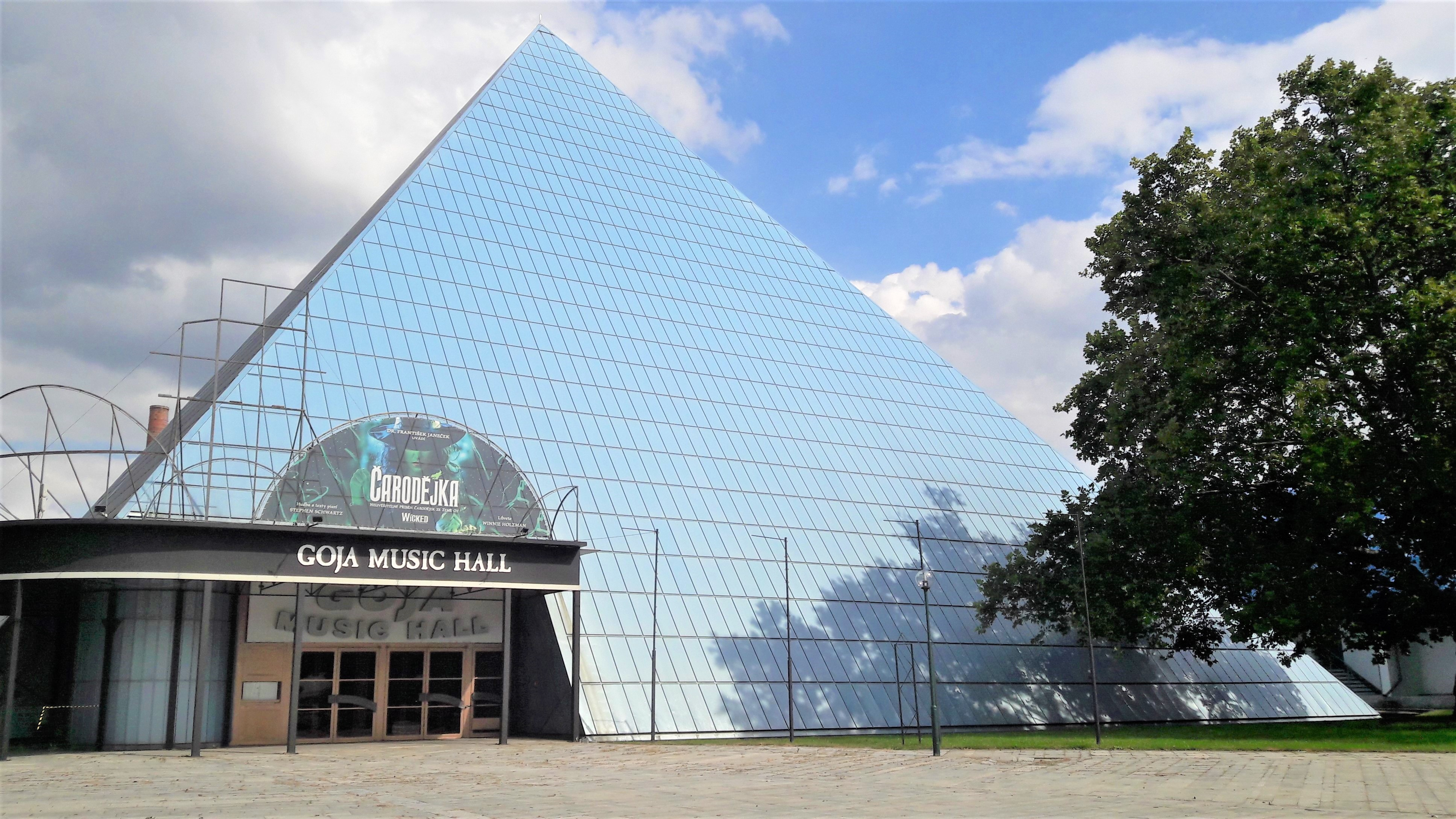
GoJa Music Hall na Pražském výstavišti

V roce 1975 založil spolu s Milanem Dykem skupinu Kroky (později Kroky Františka Janečka), která spolupracovala s mnoha umělci, například s Janou Kratochvílovou a Michalem Davidem. Pro svou nezaměnitelnou vizáž a chování, zvuk kapely čerpající převážně z italských lokálních hitů a na svou dobu unikátní soubor složený ze zpěváků v rozmezí věku od 12 do 60 let.
Během let 1975-1989 (kdy se skupina rozpadla) se Janeček stal známým jako schopný producent a hledač talentů.V této době Janeček žil s polskou hudební hvězdou Maryla Rodowicz, pro kterou složil pozdější hit Ivety Bartošové Léto.
V roce 1992 začal spolupracovat s Karlem Gottem a díky velice úspěšné spolupráci s ním založil i agenturu GoJa (zkratka pro Gott/Janeček). Janeček se ujal organizace, jak tuzemských, tak zahraničních turné, produkce desek a veškerých autogramiád a rozhovorů.
S Gottem spolupracoval až do roku 2010, kdy se rozešli kvůli neshodám ohledně připravovaného turné. Ve stejném roce také Karel Gott opustil agenturu GoJa. Po ukončení spolupráce s Gottem se Janeček věnoval produkci muzikálu pod záštitou agentury GoJa a vydávání alb založených na písních z těchto muzikálů. Po roce 2018 je sice stále oficiálně producentem a vedoucím agentury GoJa, ale sám žije v zahraničí a agentuře se příliš nevěnuje.
V roce 1980 se poprvé oženil, později se stal otcem syna Filipa a dcery Alice, s druhou ženou Terezou Mátlovou má dceru Emily Ann, která se narodila v únoru 2008 v americkém Miami.
František Janeček byl veden jako důvěrník STB s krycím jménem Manager.